# Юсифов, Намиг Асиф оглы
Намиг Асиф оглы Юсифов (азерб. Namiq Asif oğlu Yusifov; 14 августа 1986, Ленинград, РСФСР, СССР) — азербайджанский футболист. Выступал за молодёжную и юношеские (U-19 и U-17) сборные Азербайджана. Амплуа — полузащитник.

## Биография
Намиг Юсифов родился 14 августа 1986 в Санкт-Петербурге. В возрасте 6 лет переехал вместе с семьей в Баку. В футбол начал играть в возрасте 12 лет в детской футбольной школе «Нефтьгаз» города Баку. Первым тренером был Валерий Гадашев. В 1999 году перешёл в ДФШ «Смена» при клубе «Зенит».

## Клубная карьера
Игрок футбольного клуба — «Карабах» Агдам. Выступал также за клубы азербайджанской премьер-лиги — «Нефтчи» (Баку), «Шафа» (Баку) и «МКТ-Араз» (Имишли).

## Сборная Азербайджана
Защищал цвета молодёжной и юношеских (U-19 и U-17) сборных Азербайджана.

## Достижения
- 2006 год — обладатель Кубка Азербайджана в составе клуба «Карабах».
- 2008 год — бронзовый медалист чемпионата Азербайджана в составе команды «Нефтчи» Баку.
- 2009 год — обладатель Кубка Азербайджана в составе клуба «Карабах»[3].
- 2014 год — Чемпион Азербайджана в составе клуба «Карабах».